# Дружба (готель)
Готель «Дружба» — готель у Маріуполі, розташований в Кальміуському районі на перетині вулиці Блажевича та проспекту Металургів.

## Історія
Металургійний завод імені Ілліча приймав іноземних фахівців, але не мав комфортного помешкання для житла іноземців. З метою поліпшення ситуації і запланували будівництво нового готелю в Кальміуському районі (тоді Іллічівський). Для будівництва обрали земельну ділянку на перетині вулиці Блажевича та проспекту Металургів. Поряд розташовані декілька магазинів та зупинка міського електротранспорту, що зручно для тимчасового проживання. Будівництво закінчили і готель «Дружба» було відкрито другого грудня 1981 року.
Досить швидко стало зрозуміло, що готель має невелике експлуатаційне навантаження. Тому готель із назвою «Дружба» переорієнтували на обслуговування гостей міста, як з України, так і з інших держав.
Готель має вісім наземних поверхів і технічний цокольний поверх. В районі з переважно п'ятиповерховою забудовою 1960-х років споруда виділяється висотністю і стала висотною домінантою проспекту, не багатому на багатоповерхівки. Готель має дев'яносто п'ять (95) номерів і може одномоментно розселити 150 осіб.